# Library of Russian Philosophy
Die Library of Russian Philosophy (Bibliothek der russischen Philosophie) bzw. Esalen-Lindisfarne Library of Russian Philosophy oder Esalen Institute/Lindisfarne Press Library of Russian Philosophy ist eine englischsprachige Buchreihe zur russischen Philosophie vom Esalen Institute und der Lindisfarne Press, die seit Mitte der 1980er Jahre im Verlag Lindisfarne Books erscheint. Darin sind größtenteils Übersetzungen russischer Werke bekannter russischer Philosophen enthalten, z. B. von Solowjow, Bulgakow und Berdjajew.

## Beispiel
Im Band On Spiritual Unity: A Slavophile Reader (Über die geistige Einheit: Ein slawophiler Reader) in der Reihe werden die religiösen und philosophischen Schriften der Begründer der russischen Religionsphilosophie bekannt gemacht: von Alexei Stepanowitsch Chomjakow (ein Dichter der Puschkin-Schule) und Iwan Wassiljewitsch Kirejewski (ein Literaturkritiker), den beiden Gründern der ersten russischen religiös-philosophischen Bewegung Mitte des 19. Jahrhunderts, die beide ihre intellektuelle Karriere in der literarischen Welt in den 1820er Jahren begannen. Zentrale Konzepte sind Sobornost (Ökumene) und integrales Wissen, d. h. die philosophischen Konzepte der Sobornost (Gemeinschaft, Universalität, Ganzheit, Ökumene) und des integralen Wissens, das die Dichotomie Subjekt/Objekt überwindet und die Sobornost ermöglicht. Der Band enthält die französischen Schriften von Chomjakow, in denen er die orthodoxe Kirche gegen den Romanismus und den Protestantismus verteidigt, sowie zwei Antworten auf slawophile Ideen von den bekannten russischen Philosophen Pawel Florenski und Nikolai Berdjajew auf ihn im 20. Jahrhundert enthalten.
Die folgende Übersicht erhebt keinen Anspruch auf Aktualität oder Vollständigkeit:

## Bände (Auswahl)
- Holy Grail and the Eucharist. Sergei Bulgakov. Introduction by Robert Slesinski. Afterword by Constantin Andronikof and Caitlin Matthews. Translated by Boris Jakim
- The Meaning of Love. Vladimir Solovyov. Introduction by Owen Barfield. Revised by Thomas R. Beyer. Translated by Jane Marshall
- The Rose of the World. Daniel Andreev. Foreword by Alla Andreeva. Translated by Jordan Roberts
- The Russian Idea. Nikolai Berdyaev. Introduction by Christopher Bamford. Translated by R. M. French
- Sophia. The Wisdom of God: An Outline of Sophiology. Sergei Bulgakov
- War, Progress, and the End of History. Three Conversations, Including a Short Tale of the Antichrist. Vladimir Solovyov. Introduction by Czesław Miłosz. Afterword by Stephan Hoeller. Translated by Alexander Bakshy. Revised by Thomas R. Beyer
- On Spiritual Unity: A Slavophile Reader. Alexei S. Khomiakov, Ivan Vasilevich Kireevskii, Boris Jakim, Robert Bird (vom Dickinson College) (1998) Online-Teilansicht
- Strange Life of Ivan Osokin: A Novel. P. D. Ouspensky. 2002
- Lectures on Divine Humanity. Vladimir Solovyov. 1995
- The Crisis of Western Philosophy: Against Positivism. Vladimir Solovyov. 1996